# Melissa Mayfield
Melissa "Mindee" Mayfield (Northville, Michigan, 1963) va ser una ciclista estatunidenca. Va destacar en la pista on va guanyar dues medalles als Campionats del Món.

## Palmarès en pista
- 1987
  -  Campiona dels Estats Units en Persecució
- 1988
  -  Campiona dels Estats Units en Persecució
- 1989
  -  Campiona dels Estats Units en Persecució

## Palmarès en ruta
- 1991
  - Vencedora d'una etapa al Bisbee Tour